# Lakan
Lakan è un singolo del rapper svedese Newkid, pubblicato il 13 aprile 2018 come primo estratto dal secondo album in studio SS/AW18.

## Tracce
Testi di Alexander Ferrer, musiche di Alexander Ferrer e Christian Nillson.
1. Lakan – 4:24

## Formazione
- Newkid – voce
- Christian Nilsson – produzione
- Sören von Malmborg – missaggio

## Classifiche
| Classifica (2018) | Posizione massima |
| ----------------- | ----------------- |
| Svezia            | 55                |